# Joculator micalii
Joculator micalii là một loài ốc biển nhỏ và là loài động vật thân mềm sống ở biển thuộc họ Cerithiopsidae. Loài này được mô tả bởi Cecalupo và Perugia vào năm 2012.